# 洛丽·费尔
洛丽·费尔（英語：Lorrie Fair，1978年8月5日—），美国女子足球运动员。她曾代表美国国家队参加2000年夏季奥林匹克运动会足球比赛，获得一枚银牌。她也曾参加1999年世界杯女子足球赛。